# Franz Josef Wagner
Franz Josef Wagner (* 7. August 1943 in Olmütz) ist ein deutscher Boulevard-Journalist, Kolumnist und Schriftsteller. Seit 2001 schreibt er die Kolumne Post von Wagner bei Bild.

## Leben
Wagner wurde während des Zweiten Weltkrieges in Olmütz im damaligen Protektorat Böhmen und Mähren als Kind Sudetendeutscher geboren. Nach der Vertreibung wuchs er als Sohn einer Handarbeitslehrerin in Regensburg auf, wo er Sänger im Chor der Domspatzen war. Sein Vater, ein Lehrer, kehrte 1948 aus der Kriegsgefangenschaft zurück. Wagner besuchte eine Klosterschule, bestand jedoch die Abiturprüfung nicht und verließ die Schule ohne Abschluss. Danach hatte er einige Jahre Gelegenheitsjobs in Genf (unter anderem in der Flaschenrückgabe bei Migros) und Paris, bevor er ein Volontariat bei der Nürnberger Zeitung begann.
Anfang der 1960er Jahre arbeitete Wagner als Reporter für die Bild-Redaktion in München. Dort lernte er im Schelling-Salon den späteren RAF-Terroristen Andreas Baader kennen, mit dem er sich anfreundete. Nachdem Baader zum Terroristen wurde, verschwieg Wagner die Freundschaft für lange Zeit. Zu Beginn seiner Karriere schrieb Wagner für die Medienagentur von Josef von Ferenczy. Ab 1966 arbeitete Wagner beim Axel-Springer-Verlag in Hamburg, unter anderem als Kriegsberichterstatter aus dem Jom-Kippur-Krieg und Chefreporter für Bild. Für die Zeitschrift Jasmin berichtete er aus dem Vietnamkrieg. Nachdem sein erstes Buch Das Ding ein Bestseller wurde, arbeitete Wagner als Autor, Ghostwriter und freier Reporter für Bild.
1988 wechselte Wagner zum Hubert-Burda-Verlag in München. Er war ab 1989 für die Illustrierte Bunte tätig und war von 1990 bis 1992 und 1993 bis 1996 deren Chefredakteur. Dort entwickelte er zusammen mit Günter Prinz auch die Zeitschriften Elle und Superillu. 1991 folgte die Boulevardzeitung Super!, deren erster Chefredakteur er wurde. Sie war als für Ostdeutschland konzipierte Konkurrenz zu Bild gedacht, wurde aber nach einem Jahr wieder eingestellt. Die Schlagzeile Angeber-Wessi mit Bierflasche erschlagen vom 3. Mai 1991, dem zweiten Erscheinungstag, sorgte für Aufsehen. Medien bezeichneten die Zeitung als „Revolverblatt“.
1996 druckte die Bunte unter Wagner ein von Günter Stampf geführtes, in weiten Teilen erfundenes Interview mit Tom Cruise über dessen angebliche Zeugungsunfähigkeit. Cruise verklagte Burda auf 90 Millionen Mark, ließ die Klage jedoch fallen, nachdem mehrere Manager – darunter Gerd Bolls, der Vorstand verantwortlich für Zeitschriften – des Verlags bei einem Flugzeugabsturz ums Leben gekommen waren. Das von Wagner ab 1996 betreute Illustriertenprojekt Korsika wurde nach einer Nullnummer eingestellt. 1997 verließ Wagner den Burda-Verlag. Ein Angebot von Springer-Chef Peter Tamm, Bild-Chefredakteur zu werden, hatte er abgelehnt.
Im Juli 1998 kehrte Wagner zurück zu Springer Verlag und wurde Chefredakteur von B.Z. und B.Z. am Sonntag. Dort engagierte er unter anderem Walter Mayer und den Schriftsteller Christian Kracht. Im Jahr 2000 verlor er diesen Posten, nachdem er gegenüber Franziska van Almsick ehrverletzende Töne angeschlagen hatte: Die Schlagzeile auf der Titelseite lautete Franzi van Speck – als Molch holt man kein Gold. Seit Anfang 2001 ist Wagner „Chefkolumnist“ beim Springer-Verlag, eine Position, die unter dem neuen Bild-Chefredakteur Kai Diekmann eigens für ihn geschaffen wurde.

## Privates
Wagner ist verheiratet und hat eine Tochter. Er lebt in Berlin-Charlottenburg und ist römisch-katholisch.

## Bücher und Kolumnen
Als Schriftsteller verfasste Wagner vier Romane und eine Autobiographie. Er schrieb als Ghostwriter seit den 1980er-Jahren für Bücher von Udo Jürgens, Franz Beckenbauer und Boris Becker.
Von 1999 bis 2005 schrieb er die Kolumne Wagners Welt in der Welt am Sonntag. Die erste Bild-Kolumne Post von Wagner erschien am 2. Januar 2001 und war an den Bundeskanzler Gerhard Schröder gerichtet. Die Kolumne, die montags bis freitags auf Seite 2 der Bild erscheint, hat jeweils einen Adressaten und endet mit den Worten „Herzlichst, Ihr F. J. Wagner“. Für die Kolumne erhielt Wagner 2002 den vom Bauer-Verlag verliehenen Journalistenpreis Goldene Feder in der Kategorie „Print“. 2011 schrieb Wagner eine an Deniz Yücel gerichtete Gastkolumne in der taz. Seine Kolumne gibt Wagner einer Sekretärin in der Bild-Redaktion per Telefon durch.

## Rezeption und Kritik
Sein charakteristischer Stil brachte Wagner den Spitznamen „Gossen-Goethe“ ein. Der FAZ-Herausgeber Frank Schirrmacher bezeichnete ihn als „Volksschriftsteller“. Der Kolumnist Jan Fleischhauer bezeichnete Wagner 2020 als sein Vorbild.
Das Satiremagazin Titanic bezeichnete Wagner als „Gaga-Kolumnisten“. Der Stern-Chefredakteur Werner Funk bezeichnete Wagner als „Lügen-Wagner“. Sein Führungsstil in der B.Z.-Redaktion wurde als chaotisch beschrieben und führte zu Kündigungen. Die ihm kritisch gegenüberstehende taz schrieb zu seinem 60. Geburtstag: „Er gilt als cholerisch, viril, impulsiv, reaktionär, hysterisch, zynisch, chaotisch, mithin unerträglich.“ Häufige Kritik erhält Wagner im Bildblog und von dessen ehemaligem Betreiber Stefan Niggemeier.
2009 wurde er wegen einer Beleidigung gegenüber Eva Herman durch zwei Instanzen zu Schadensersatz in Höhe von 10.000 Euro verurteilt. Anlässlich ihrer vielfach kritisierten Äußerungen zur Familienpolitik der Nationalsozialisten hatte er die Fernsehmoderatorin in seiner Bild-Kolumne als „dumme Kuh“ bezeichnet. Im Januar 2014 entschied das Bundesverfassungsgericht, dass es nicht von der Meinungsfreiheit gedeckt sei, Gabriele Pauli als „durchgeknallte Frau“ zu bezeichnen.

## Künstlerische Rezeption
- Wagners Kriminalroman Das Ding (1978) über einen Coup im Zusammenhang mit dem Austausch der 5-DM-Münzen im Jahr 1975 wurde ein Bestseller und 1979 von Uli Edel als Fernsehzweiteiler Das Ding verfilmt.
- 2006 wurde im NDR Fernsehen, SWR Fernsehen, auf 3sat und im Ersten eine Fernsehdokumentation mit dem Titel Ich bin Wagner – Du bist Deutschland als Zapp-Spezial ausgestrahlt.[42][43][44]
- 2012 adaptierte der Regisseur Patrick Wengenroth Wagners Buch Brief an Deutschland und Rainald Goetz’ Text Katarakt in einem Theaterabend am Berliner HAU 2.[45]
- 2019 parodierte der Autor Nils Markwardt Wagners Stil auf Twitter und in der taz in Briefen an Intellektuelle wie Hegel, Luhmann oder Kafka.[46]
- Kolumnen von Wagner wurden in der Rubrik Forrest Drunk der Webserie Walulis vorgetragen.[47]
- Der Autor Micky Beisenherz liest Wagners Kolumnen regelmäßig in seinem Podcast Apokalypse & Filterkaffee mit der Stimme von Homer Simpson[48] vor und formuliert gelegentlich eigene Kolumnen in Wagners Stil.[49] Zu Wagners 80. Geburtstag veröffentlichte Beisenherz eine in dessen Stil geschriebene Kolumne in der Süddeutschen Zeitung.[50]
- Im 2022 veröffentlichten Song Fahr mit mir (4x4) erwähnen die Bands Kraftklub und Tokio Hotel Wagner in der Textzeile: „Keine Regeln, Strafen und Gesetze / Außer so zu leben, dass Franz Josef Wagner was dagegen hätte“.[51]

## Veröffentlichungen

### Romane
- Das Ding, Blanvalet, München 1978, ISBN 3-7645-0854-X (1979 verfilmt, Ausstrahlung im ZDF)
- Im September, wenn ich noch lebe, Blanvalet, München 1979, ISBN 3-7645-5302-2
- Big Story, Bertelsmann, München 1982, ISBN 3-570-01857-1
- Wolfs Spur, Bertelsmann, München 1984, ISBN 3-570-00279-9

### Als Ghostwriter
- Udo Jürgens: Smoking und Blue Jeans – Jahre eines Traumtänzers. Lübbe, Bergisch Gladbach 1984, ISBN 3-7857-0378-3
- Franz Beckenbauer: Ich – Wie es wirklich war. C. Bertelsmann, München 1992, ISBN 3-570-02079-7
- Boris Becker: Augenblick, verweile doch … Bertelsmann, München 2003, ISBN 3-570-00780-4

### Autobiographie
- Brief an Deutschland, Diederichs, München 2010, ISBN 978-3-424-35041-8